# Гранд Каньйон (торговий центр)
32°47′23″ пн. ш. 35°00′28″ сх. д. / 32.78969167° пн. ш. 35.00782778° сх. д.
«Гранд Каньйон» (івр. גרנד קניון) — один з найбільших на Близькому Сході торгових центрів. Розташований в місті Хайфі, Ізраїль, на вулиці Симха Голан (івр. שמחה גולן), в районі Неві Шаанан. Центр розваг і покупок для будь-якого віку. Три поверхи магазинів, п'ять поверхів автомобільних стоянок, медичний центр, спортивний комплекс мережі Holmes Place розмірі 4000 м² з басейном і парк атракціонів для дітей зібрані під одним дахом. Відкрито в серпні 1999 року.

## Загальна інформація
У «Гранд Каньйоні» близько 220 магазинів, з них близько 80% входять у великі торговельні мережі, а решта — приватні. Площа, яку займає комплексом — 200 тисяч квадратних метрів, з них близько 38 тисяч — торговельні площі. На автомобільних стоянках є 3000 безкоштовних місць для паркування. Торговий центр щомісяця відвідують близько 600 тисяч чоловік. На всіх трьох поверхах торгового центру розгорнута безкоштовна бездротова мережа. Оціночна вартість «Гранд Каньйону» — близько мільярда шекелів.

## Галерея

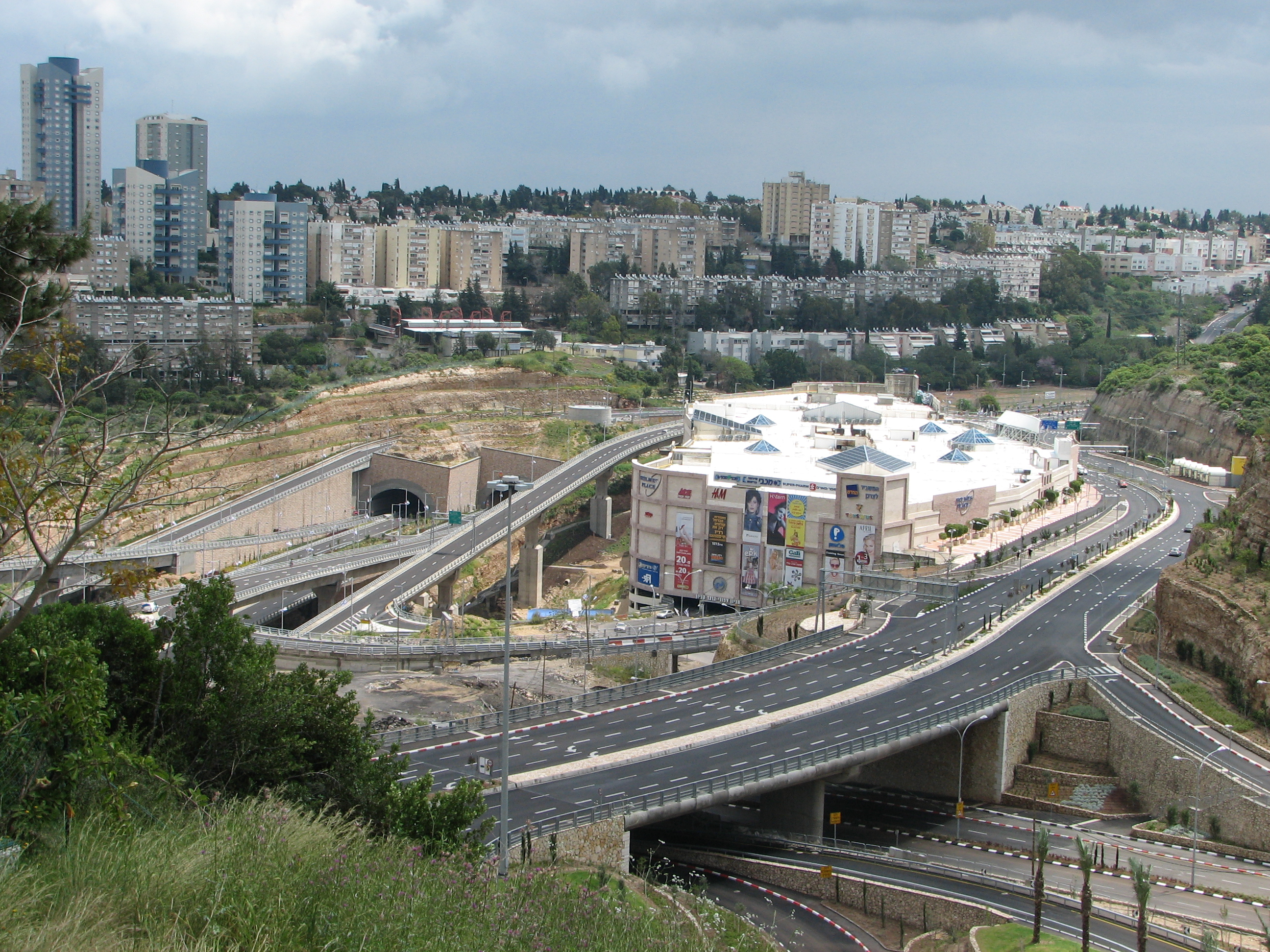